# Talyshbjergene
Talyshbjergene (کوههای تالش: Kuh-ha:-ye Ta:lesh, aserbajdsjansk: Talış dağları) er en bjergkæde i det nordvestlige Iran og det sydøstlige Aserbajdsjan.
Kæden danner den nordvestlige del af Alborzbjergene og strækker sig mod sydøst fra lavlandet i Lankaran (det sydøstlige Aserbajdsjan) mod det nedre løb af floden Sefid Rud (Den hvide flod) i det nordvestlige Iran. Nogle få toppe når op over 3.000 m, mens det fugtige, halv-subtropiske, kystnære lavland langs Det Kaspiske Hav ligger ved den østlige fod af bjergene, hvor også landsdelen Länkarän ligger.
Geologisk set består Talyshbjergene hovedsageligt af vulkanske aflejringer fra øvre kridt med en stribe af palæozoisk materiale og et bånd af klipper i sydenden fra Trias- og Juraperioderne, som begge løber i nordvest-sydøstlig retning. Den maksimale, årlige nedbør i Talyshbjergene ligger mellem 1.600 mm og 1.800 mm, hvilket er den største nedbørsmængde i Aserbajdsjan og også den største i Iran.